# Taghzout
Taghzout (en àrab تغزوت, Taḡzūt; en amazic ⵜⴰⵖⵣⵓⵜ) és una comuna rural de la província d'Al Hoceima, a la regió de Tànger-Tetuan-Al Hoceima, al Marroc. Segons el cens de 2014 tenia una població total de 5.132 persones.